# Singapore ved sommer-OL 2012
Singapore deltog ved Sommer-OL 2012 i London som blev arrangeret i perioden 27. juli til 12. august 2012. 

## Medaljer
| 2012 London | Guld | Sølv | Bronze | Total |
| Singapore   | 0    | 0    | 2      | 2     |

### Medaljevinderne
| Singapore under OL 2012 i London | Singapore under OL 2012 i London  | Singapore under OL 2012 i London | Singapore under OL 2012 i London |
| Medaljer                         | Atlet                             | Sport                            | Øvelse                           |
| -------------------------------- | --------------------------------- | -------------------------------- | -------------------------------- |
| Bronze                           | Feng Tianwei                      | Bordtennis                       | Single, damer                    |
| Bronze                           | Feng Tianwei Li Jiawei Wang Yuegu | Bordtennis                       | hold, damer                      |